# Urban Toman
Urban Toman (* 21. Oktober 1997 in Jesenice) ist ein slowenischer Volleyballspieler.

## Karriere
Toman begann seine Karriere im Alter von neun Jahren. Als 16-Jähriger kam er in die erste Mannschaft, mit der er gleich den Aufstieg in die erste slowenische Liga schaffte. Der Libero bekam in der Juniorennationalmannschaft seine ersten internationalen Einsätze. 2016 ging er zu OK Triglav Kranj. Mit der A-Nationalmannschaft nahm Toman an der Europameisterschaft 2017 teil, bei der die Slowenen das Viertelfinale erreichten. Bei der Weltmeisterschaft 2018 erreichte er mit Slowenien den neunten Rang. Anschließend wechselte er zum deutschen Bundesliga-Aufsteiger Helios Grizzlys Giesen. Mit dem Verein kam er ins Viertelfinale des DVV-Pokals und belegte den zehnten Rang in der Bundesliga. Danach wechselte er zum Ligakonkurrenten United Volleys Frankfurt.